# Aljaksandr Kedsjarau
Aljaksandr Kedsjarau (* 24. Dezember 1947 in der Tschuwaschischen ASSR) ist ein ehemaliger sowjetischer Sportschütze.

## Erfolge
Aljaksandr Kedsjarau, der für den VS Minsk aktiv war, nahm an den Olympischen Spielen 1976 in Montreal teil, bei denen er auf die Laufende Scheibe über 50 m mit 576 Punkten am Ende den zweiten Platz belegte und damit die Silbermedaille erhielt.
Bei Weltmeisterschaften sicherte er sich insgesamt siebenmal den Titel. 1973 wurde er in Melbourne im Einzel Weltmeister sowie mit der Mannschaft im normalen und dem gemischten Lauf. Im Einzel des gemischten Laufs belegte er den dritten Rang. Im Jahr darauf verteidigte er die beiden Mannschaftstitel und wurde im Einzel des gemischten Laufs abermals Dritter. 1975 gelang lediglich die Titelverteidigung im Mannschaftswettbewerb des normalen Laufs. Der siebte und letzte Titelgewinn erfolgte 1979 in Montecatini Terme im gemischten Lauf mit der Mannschaft. Im normalen Lauf gewann er mit der Mannschaft Bronze.